# Хокеј на трави за мушкарце на Летњим олимпијским играма 2012.
Такмичења у хокеју на трави за мушкарце на 29. Летњим олимпијским играма у Лондону 2012. године одржале су се од 30. јула до 11. августа. Утакмице су се играле на Ривербанк арени у Лондону.
На такмичењу у хокеју на трави учествовало је 12 екипа. У првом делу екипе су биле подељене у две групе где се играло по једноструком лигашком систему. За победу се добијало три бода, за нерешено један бод, а за пораз нула бодова. Прве две екипе из обе групе пролазиле су у полуфинале где су играле мечеве по унакрсном систему (1А-2Б и 1Б-2А). Остали су доигравали за пласман.

## Резултати

### Група А
| Коло    | Датум, време     | Стадион         | Репрезентација       | Репрезентација       | Резултат |
| 1. коло | 10:45, 30. јули  | Ривербанк арена | Аустралија           | Јужна Африка         | 6:0      |
|         | 13:45            | Ривербанк арена | Шпанија              | Пакистан             | 1:1      |
|         | 19:00            | Ривербанк арена | Уједињено Краљевство | Аргентина            | 4:1      |
| 2. коло | 08:30, 1. август | Ривербанк арена | Шпанија              | Аустралија           | 0:5      |
|         | 13:45            | Ривербанк арена | Јужна Африка         | Уједињено Краљевство | 2:2      |
|         | 19:00            | Ривербанк арена | Пакистан             | Аргентина            | 2:0      |
| 3. коло | 08:30, 3. август | Ривербанк арена | Аустралија           | Аргентина            | 2:2      |
|         | 16:00            | Ривербанк арена | Уједињено Краљевство | Пакистан             | 4:1      |
|         | 19:00            | Ривербанк арена | Јужна Африка         | Шпанија              | 2:3      |
| 4. коло | 10:45, 5. август | Ривербанк арена | Пакистан             | Јужна Африка         | 5:4      |
|         | 19:00            | Ривербанк арена | Уједињено Краљевство | Аустралија           | 3:3      |
|         | 21:15            | Ривербанк арена | Аргентина            | Шпанија              | 1:3      |
| 5. коло | 10:45, 7. август | Ривербанк арена | Аустралија           | Пакистан             | 7:0      |
|         | 13:45,           | Ривербанк арена | Аргентина            | Јужна Африка         | 6:3      |
|         | 19:00            | Ривербанк арена | Шпанија              | Јужна Африка         | 1:1      |

#### Табела
| 1 | Аустралија           | 5 | 3 | 2 | 0 | 23 | 5  | +18 | 11 |
| 2 | Уједињено Краљевство | 5 | 2 | 3 | 0 | 14 | 8  | +6  | 9  |
| 3 | Шпанија              | 5 | 2 | 2 | 1 | 8  | 10 | −2  | 8  |
| 4 | Пакистан             | 5 | 2 | 1 | 2 | 9  | 16 | −7  | 7  |
| 5 | Аргентина            | 5 | 1 | 1 | 3 | 10 | 14 | −4  | 4  |
| 6 | Јужна Африка         | 5 | 0 | 1 | 4 | 11 | 22 | −11 | 1  |

ИГ = Играо утакмица; Д = Добио; Н = Нерешено; ИЗ = Изгубио; ГД = Голова дао; ГП = Голова примио; ГР = Гол-разлика; Б = Бодови

### Група Б
| Коло    | Датум, време     | Стадион         | Репрезентација | Репрезентација | Резултат |
| 1. коло | 08:30, 30. јули  | Ривербанк арена | Јужна Кореја   | Нови Зеланд    | 2:0      |
|         | 16:00            | Ривербанк арена | Холандија      | Индија         | 3:2      |
|         | 21:15            | Ривербанк арена | Немачка        | Белгија        | 2:1      |
| 2. коло | 10:45, 1. август | Ривербанк арена | Белгија        | Холандија      | 1:3      |
|         | 16:00            | Ривербанк арена | Нови Зеланд    | Индија         | 3:1      |
|         | 21:15            | Ривербанк арена | Јужна Кореја   | Немачка        | 0:1      |
| 3. коло | 10:45, 3. август | Ривербанк арена | Холандија      | Нови Зеланд    | 5:1      |
|         | 13:45            | Ривербанк арена | Немачка        | Индија         | 5:2      |
|         | 21:15            | Ривербанк арена | Белгија        | Јужна Кореја   | 2:1      |
| 4. коло | 08:30, 5. август | Ривербанк арена | Нови Зеланд    | Белгија        | 1:1      |
|         | 13:15            | Ривербанк арена | Индија         | Јужна Кореја   | 1:4      |
|         | 16:00            | Ривербанк арена | Холандија      | Немачка        | 3:1      |
| 5. коло | 08:30, 7. август | Ривербанк арена | Јужна Кореја   | Холандија      | 2:4      |
|         | 16:00,           | Ривербанк арена | Индија         | Белгија        | 0:3      |
|         | 21:15            | Ривербанк арена | Немачка        | Нови Зеланд    | 5:5      |

#### Табела
| 1 | Холандија    | 5 | 5 | 0 | 0 | 18 | 7  | +11 | 15 |
| 2 | Немачка      | 5 | 3 | 1 | 1 | 14 | 11 | +3  | 10 |
| 3 | Белгија      | 5 | 2 | 1 | 2 | 8  | 7  | +1  | 7  |
| 4 | Јужна Кореја | 5 | 2 | 0 | 3 | 9  | 8  | +1  | 6  |
| 5 | Нови Зеланд  | 5 | 1 | 2 | 2 | 10 | 14 | −4  | 5  |
| 6 | Индија       | 5 | 0 | 0 | 5 | 6  | 18 | −12 | 0  |

ИГ = Играо утакмица; Д = Добио; Н = Нерешено; ИЗ = Изгубио; ГД = Голова дао; ГП = Голова примио; ГР = Гол-разлика; Б = Бодови

## Мечеви за пласман

### Меч за једанаесто место
| Датум      | Време | Стадион         | Репрезентација | Репрезентација | Резултат |
| ---------- | ----- | --------------- | -------------- | -------------- | -------- |
| 11. август | 08:30 | Ривербанк арена | Јужна Африка   | Индија         | 3:2      |

### Меч за девето место
| Датум     | Време | Стадион         | Репрезентација | Репрезентација | Резултат |
| --------- | ----- | --------------- | -------------- | -------------- | -------- |
| 9. август | 08:30 | Ривербанк арена | Аргентина      | Нови Зеланд    | 1:3      |

### Меч за седмо место
| Датум     | Време | Стадион         | Репрезентација | Репрезентација | Резултат |
| --------- | ----- | --------------- | -------------- | -------------- | -------- |
| 9. август | 11:30 | Ривербанк арена | Пакистан       | Јужна Кореја   | 3:2      |

### Меч за пето место
| Датум      | Време | Стадион         | Репрезентација | Репрезентација | Резултат |
| ---------- | ----- | --------------- | -------------- | -------------- | -------- |
| 11. август | 11:30 | Ривербанк арена | Шпанија        | Белгија        | 2:5      |

### Полуфинале
| Датум     | Време | Стадион         | Репрезентација | Репрезентација       | Резултат |
| --------- | ----- | --------------- | -------------- | -------------------- | -------- |
| 9. август | 15:30 | Ривербанк арена | Аустралија     | Немачка              | 2:4      |
| 9. август | 18:00 | Ривербанк арена | Холандија      | Уједињено Краљевство | 9:2      |

### Меч за треће место
| Датум      | Време | Стадион         | Репрезентација | Репрезентација       | Резултат |
| ---------- | ----- | --------------- | -------------- | -------------------- | -------- |
| 11. август | 15:30 | Ривербанк арена | Аустралија     | Уједињено Краљевство | 3:1      |

### Финале
| Датум      | Време | Стадион         | Репрезентација | Репрезентација | Резултат |
| ---------- | ----- | --------------- | -------------- | -------------- | -------- |
| 11. август | 20:00 | Ривербанк арена | Немачка        | Холандија      | 2:1      |

## Олимпијски победник
| Победник Летњих олимпијских игара 2012. у хокеју на трави за мушкарце |
| Немачка Четврта титула                                                |

## Коначни пласман
|    | Немачка              |
|    | Холандија            |
|    | Аустралија           |
| 4  | Уједињено Краљевство |
| 5  | Белгија              |
| 6  | Шпанија              |
| 7  | Пакистан             |
| 8  | Јужна Кореја         |
| 9  | Нови Зеланд          |
| 10 | Аргентина            |
| 11 | Јужна Африка         |
| 12 | Индија               |